# (11935) Olakarlsson
(11935) Olakarlsson est un astéroïde de la ceinture principale.

## Description
(11935) Olakarlsson est un astéroïde de la ceinture principale. Il fut découvert le 17 mars 1993 à La Silla par le programme UESAC. Il présente une orbite caractérisée par un demi-grand axe de 2,78 UA, une excentricité de 0,19 et une inclinaison de 3,8° par rapport à l'écliptique.

## Compléments